# Labeoninae
La sottofamiglia Labeoninae comprende 372 specie di pesci d'acqua dolce appartenenti alla famiglia Cyprinidae.

## Distribuzione e habitat
La maggior parte delle specie è originaria dell'Asia o comunque dell'Eurasia, ma alcune specie sono diffuse in Africa. 

## Descrizione

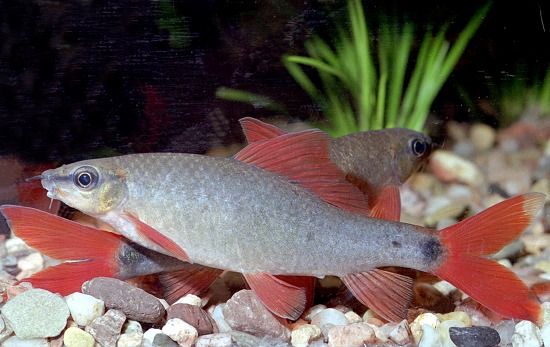
Epalzeorhynchos frenatus

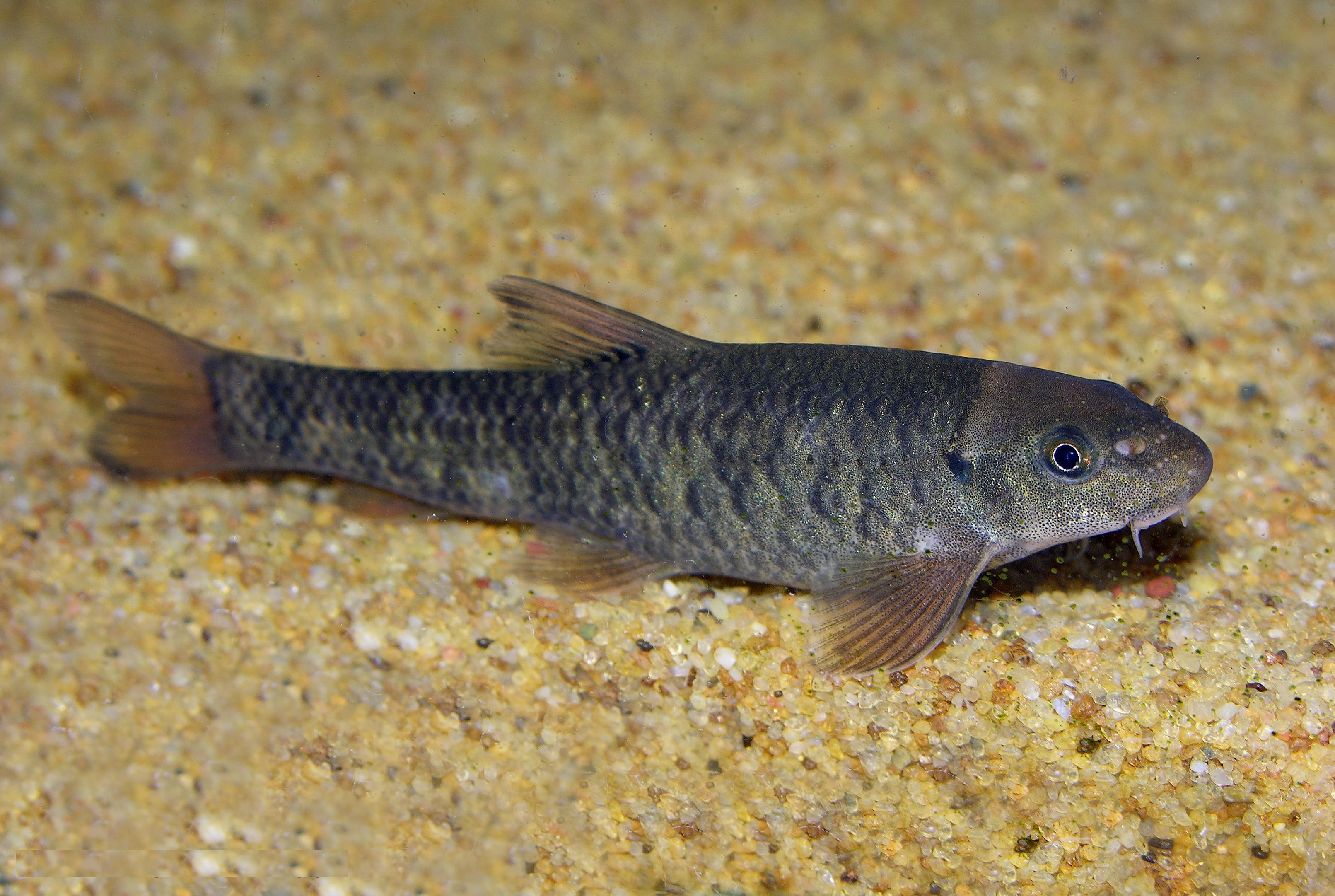
Garra rufa

Le dimensioni sono molto varie, dai 2,6 cm di Garra lancrenonensis ai 200 cm di Labeo rohita.

## Pesca
Alcune specie sono oggetto di pesca e acquacoltura per l'alimentazione umana.

## Acquariofilia
Alcune specie (Crossocheilus sp., Epalzeorhynchos sp.) sono commercializzate per l'allevamento in acquario.

## Generi
Alla sottofamiglia sono ascritti 35 generi:
- Akrokolioplax Zhang & Kottelat, 2006
- Bangana Hamilton, 1822
- Barbichthys Bleeker, 1860
- Catla Valenciennes, 1844
- Cirrhinus Oken (ex. Cuvier), 1817
- Crossocheilus van Hasselt, 1823
- Discocheilus Zhang, 1997
- Discogobio Lin, 1931
- Epalzeorhynchos Bleeker, 1855
- Garra Hamilton, 1822
- Henicorhynchus Smith, 1945
- Hongshuia Zhang, Xin & Lan, 2008
- Horalabiosa Silas, 1954
- Iranocypris Bruun & Kaiser, 1944
- Labeo Cuvier, 1816
- Labiobarbus van Hasselt, 1823
- Linichthys Zhang & Fang 2005
- Lobocheilos Bleeker, 1853
- Longanalus Li, 2006
- Mekongina Fowler, 1937
- Paracrossocheilus Popta, 1904
- Parapsilorhynchus Hora 1921
- Parasinilabeo Wu, 1939
- Pseudocrossocheilus Zhang & Chen, 1997
- Pseudogyrinocheilus Fang, 1933
- Ptychidio Myers, 1930
- Qianlabeo Zhang & Chen, 2004
- Osteochilus Günther, 1868
- Rectoris Lin, 1933
- Schismatorhynchos Bleeker, 1855
- Semilabeo Peters, 1880
- Sinigarra Zhang & Zhou, 2012
- Sinilabeo Rendahl, 1932
- Sinocrossocheilus Wu, 1977
- Typhlogarra Trewavas 1955